# Communauté de communes
Pour un article plus général, voir Établissement public de coopération intercommunale.
Pour les articles homonymes, voir CDC et CC.
Une communauté de communes est un établissement public de coopération intercommunale (EPCI) français à fiscalité propre, qui prévoit une intégration limitée des communes membres.
Elle est définie comme étant :
« […] un établissement public de coopération intercommunale regroupant plusieurs communes d'un seul tenant et sans enclave.
Elle a pour objet d'associer des communes au sein d'un espace de solidarité, en vue de l'élaboration d'un projet commun de développement et d'aménagement de l'espace. »
— Début de l'article L 5214-1 du code général des collectivités territoriales.
Par la population comme par le degré de coopération, elle constitue la forme la moins intégrée des EPCI à fiscalité propre, et est conçue pour faciliter la gestion locale de l'espace peu urbanisé.

## Histoire
Si les syndicats de communes existent depuis 1890 et les syndicats intercommunaux à vocation multiple (SIVOM) depuis le 5 janvier 1959, il faut attendre 1992 pour qu'une nouvelle conception de l'intercommunalité fasse place à la liberté de négociation contractuelle et à la libre association de communes. La loi du 6 février 1992 crée deux nouvelles catégories d'EPCI à fiscalité propre : les communautés de communes, principalement destinées aux territoires ruraux, et les communautés de villes, conçues pour répondre aux besoins des agglomérations urbaines non rurales. Ces groupements disposent de compétences élargies et sont obligatoirement compétents en matière d'aménagement de l'espace et de développement économique. Cette loi dote, sur le plan fiscal, ces nouvelles structures d'un régime destiné à favoriser une coopération plus intégrée. Aux communautés de communes, mais également aux communautés urbaines et aux districts existant à la date de publication de cette loi, trois régimes sont accessibles :
- le maintien de la fiscalité additionnelle aux quatre taxes directes locales ;
- l'instauration d'un régime de taxe professionnelle de zone, à condition de créer et de gérer une zone d'activités économiques ;
- la création d'une taxe professionnelle d'agglomération avec un taux unique sur l'ensemble du périmètre[6].

Les communautés de communes exercent ainsi en lieu et place des communes membres un certain nombre de compétences définies par la loi et par leurs statuts. Ce régime juridique a été modifié à plusieurs reprises, notamment par la Loi relative au renforcement et à la simplification de la coopération intercommunale du 12 juillet 1999, puis la loi du 27 février 2002, la loi no  2010-1563 du 16 décembre 2010 et enfin la loi no  2015-991 du 7 août 2015, dite loi portant nouvelle organisation territoriale de la République.
Cette dernière augmente en particulier le seuil démographique pour les communautés de communes de 5 000 à 15 000 habitants, afin d'en diminuer drastiquement le nombre, avec toutefois quatre possibilités d'adaptation :
- Lorsque la communauté a une densité démographique inférieure à la moitié de la densité nationale (103,4/2, soit 51,7 habitants/km2), et elle doit se situer au sein d'un département dont la densité est elle-même inférieure à cette moyenne nationale de 103,4 habitants/km2). Pour ces communautés, le Préfet pourra pondérer le seuil de 15 000 habitants en fonction d'un tableau préétabli.
- Lorsque la communauté a une densité démographique inférieure à 30 % de la densité nationale (31,2 habitants/km2). Dans ce cas, seule la densité de la communauté est prise en compte, sans considération de la densité du département. Le système de pondération en fonction de la population n'est pas appliqué.
- Lorsque l'EPCI à fiscalité propre a plus 12 000 habitants et est issu d'une fusion réalisée entre le 1er janvier 2012 et la publication de la loi, soit le 7 août 2015. Dans cette hypothèse, l'instruction de la DGCL indique un « délai de repos ».
- Les EPCI verront aussi leur seuil adapté lorsqu'ils comprennent au moins la moitié des communes en zones de montagne, ou s'il s'agit d'un territoire insulaire.

Cette loi modifie également les compétences obligatoires et optionnelles attribuées aux différents groupements intercommunaux.

## Nature et dénombrement

### Nature
La communauté de communes offre une nouvelle conception de l'administration territoriale, en intégrant l'idée de projet là où il n'y avait que de la gestion. En effet, les SIVU ou les SIVOM n'ont d'autre vocation que de gérer des équipements ou infrastructures, souvent de réseau, tels le gaz, l'électricité, l'eau ou les déchets. Une seule et même commune adhère en général à plusieurs structures intercommunales, mais ne peut appartenir qu'à un seul EPCI à fiscalité propre. Une commune peut ainsi être membre d'un ou deux SIVU, d'un SIVOM, d'un SICTOM, d'un syndicat mixte et d'une communauté de communes. Si la communauté de communes acquiert une compétence gérée par une autre intercommunalité, celle-ci est dissoute si elle ne gérait que cette compétence (SIVU), ou est retirée des compétences de ladite intercommunalité, au titre du principe de spécialité et d'exclusivité des EPCI à fiscalité propre.

### Nombre de communautés de communes
En 2012, il existait 2 361 communautés de communes en France (contre 2 400 en 2007 et 756 en 1995). La loi no 2010-1563 du 16 décembre 2010 de réforme des collectivités territoriales impose l'élaboration d'un schéma départemental de coopération intercommunal visant à couvrir l'intégralité du territoire national par des « intercommunalités plus cohérentes », schéma devant être mis en œuvre avant le 30 juin 2013. En 2014, avec la mise en place de cette réforme, on compte ainsi 1 903 communautés de communes. Au 1er janvier 2024, on dénombre 990 communautés de communes sur les 1 254 EPCI à fiscalité propre.
L'évolution du nombre de communautés de communes depuis 1993 est la suivante :
| Année | Nombre degroupements | Nombre decommunesregroupées | Populationregroupée |
| ----- | -------------------- | --------------------------- | ------------------- |
| 1993  | 193                  |                             |                     |
| 1994  | 554                  |                             |                     |
| 1995  | 756                  |                             |                     |
| 1996  | 894                  |                             |                     |
| 1997  | 1 105                |                             |                     |
| 1998  | 1 241                |                             |                     |
| 1999  | 1 347                | 15 188                      | 18 032 198          |
| 2000  | 1 533                | 17 549                      | 19 255 280          |
| 2001  | 1 733                | 20 075                      | 18 562 521          |
| 2002  | 2 032                | 24 455                      | 22 259 518          |
| 2003  | 2 195                | 26 907                      | 23 698 136          |
| 2004  | 2 286                | 28 407                      | 24 480 505          |
| 2005  | 2 342                | 29 166                      | 25 133 760          |
| 2006  | 2 389                | 29 745                      | 26 084 942          |
| 2007  | 2 400                | 30 080                      | 26 475 824          |
| 2008  | 2 393                | 30 246                      | 26 596 373          |
| 2009  | 2 398                | 30 745                      | 27 497 914          |
| 2010  | 2 402                | 31 225                      | 27 509 582          |
| 2011  | 2 377                | 31 298                      | 27 404 237          |
| 2012  | 2 361                | 31 232                      | 27 169 609          |
| 2013  | 2 223                | 31 428                      | 27 322 241          |
| 2014  | 1 903                | 31 246                      | 27 401 807          |
| 2015  | 1 884                | 31 116                      | 26 906 507          |
| 2016  | 1 842                | 30 154                      | 26 044 667          |
| 2017  | 1 018                | 26 740                      | 22 814 648          |
| 2018  | 1 009                | 26 424                      | 22 448 738          |
| 2019  | 1 001                | 25 926                      | 22 184 722          |
| 2020  | 997                  | 25 883                      | 22 094 182          |
| 2021  | 995                  | 25 871                      | 22 039 498          |
| 2022  | 992                  | 25 797                      | 21 867 973          |
| 2023  | 992                  | 25 789                      | 21 898 670          |
| 2024  | 990                  | 25 716                      | 21 776 996          |
| 2025  | 989                  | 25 633                      | 21 663 319          |

## Création

### Conditions requises
La loi no 99-586 du 12 juillet 1999 impose la continuité territoriale pour le périmètre des structures intercommunales à fiscalité propre, telles que les communautés de communes. Cela signifie que ces structures doivent être constituées d'un seul bloc sans enclave, afin de créer un périmètre économique pertinent, propice à un développement maîtrisé et à la gestion des services publics. 
Par principe, une communauté de communes doit regrouper 15 000 habitants même si des exceptions sont admises.

### Procédure de droit commun
La création d'une communauté de communes peut être initiée par plusieurs communes ou par le préfet. 
Les communes concernées par le projet, c’est-à-dire celles incluses dans le périmètre envisagé, doivent être consultées. La création est soumise à une majorité qualifiée, définie comme suit : 
- l’accord d’au moins deux tiers des communes représentant plus de la moitié de la population totale, ou de la moitié des communes représentant au moins deux tiers de la population ;
- la commune la plus peuplée doit également être favorable si elle représente plus de 25 % de la population concernée[13].

En principe, le préfet conserve un pouvoir d’appréciation : même si les conditions de majorité sont réunies, il peut refuser la création de la communauté s’il l’estime inopportune.
La création est officialisée par un arrêté préfectoral, qui fixe notamment les statuts et le périmètre de la communauté de communes.

## Fonctionnement
La communauté de communes est gérée par un conseil communautaire ou conseil de communauté composé de conseillers communautaires représentants les communes membres.

### Élection des conseillers communautaires
Jusqu'aux élections municipales de 2014, les conseillers communautaires étaient des conseillers municipaux élus par chaque conseil municipal des communes membres de la Communauté. Ce système était critiqué, étant donné l'importance des compétences transférées, et l'absence de débat sur ces politiques en raison de l'élection des conseillers communautaires au suffrage indirect. C'est ainsi qu'à l'unanimité, les présidents des communautés se sont prononcés lors des journées communautaires de Strasbourg en 2007 pour l'élection au suffrage universel direct dès 2014, et ce pour renforcer la légitimité des communautés et leur transparence de fonctionnement.
La loi no 2010-1563 du 16 décembre 2010 de réforme des collectivités territoriales a prévu que les conseillers communautaires des communes de plus de 3 500 habitants seront élus au suffrage universel direct, dans le cadre des élections municipales. Les représentants des communes de plus petite taille resteront élus en leur sein par les conseils municipaux. Ces dispositions ont été modifiées par la loi du 17 mai 2013, qui a défini le régime suivant :
Depuis les élections municipales de 2014, chaque commune est représentée au conseil communautaire par un nombre de représentants tenant compte de sa population défini aux articles L. 5211-6-1 et L. 5211-6-2 du code général des collectivités territoriales :
- commune de moins de 1 000 habitants : les représentants de la commune au conseil communautaire sont les membres du conseil municipal désignés dans l'ordre du tableau (le maire puis les adjoints)[16]. Il n'y a donc pas d'élection directe de leurs représentants au conseil de l'intercommunalité dont elles sont membres, mais, en fonction du nombre de représentants attribués à la commune, le maire, des maires-adjoints et éventuellement des conseillers municipaux sont de droit membres du conseil communautaire ;
- commune de plus de 1 000 habitants : les conseillers communautaires sont élus lors des élections municipales, en même temps et sur la même liste de candidats que les conseillers municipaux. Les bulletins de vote de ces communes comprennent, dans leur partie gauche, la liste des candidats au conseil municipal, et, dans la partie droite, la liste des candidats au conseil communautaire[17].

### Répartition des sièges au sein du conseil communautaire
La répartition des sièges au sein du conseil communautaire suit un système proportionnel basé sur la règle de la « plus forte moyenne »,. Une prime à la liste gagnante est également incluse, réservant la moitié des sièges à la liste majoritaire de chaque commune, selon le principe de la prime majoritaire. Les sièges sont répartis proportionnellement à la population des communes, mais cette répartition doit respecter trois principes essentiels :
1. Chaque commune doit disposer d’au moins un siège.
2. Aucune commune ne peut détenir plus de la moitié des sièges.
3. L'écart entre le nombre de sièges attribués à une commune et sa population ne peut dépasser 25%

Cependant, ce système de répartition n’était initialement applicable que si les communes ne parvenaient pas à un accord amiable entre elles. Or, le Conseil constitutionnel a jugé cet accord amiable inconstitutionnel dans sa décision du 19 juin 2014, car il contrevenait au principe de proportionnalité. En effet, l’accord amiable risquait de ne pas tenir compte de manière suffisante de la population de chaque commune. Cette décision a conduit à la loi du 9 mars 2015, qui a réintroduit la possibilité d'accords amiables, mais dans des conditions strictes et mieux encadrées. Ces accords ne peuvent concerner que les sièges surnuméraires, avec des limites précises :
- Les communautés de communes et d’agglomération peuvent majorer de 25% le nombre de sièges.
- Pour les autres EPCI à fiscalité directe, cette majoration est limitée à 10%. La répartition des sièges ne peut pas s’écarter de plus de 20% de la proportion démographique de chaque commune, sauf exceptions . De plus, la commune la plus peuplée ne peut exercer son veto si sa population dépasse un quart de la population totale des communes concernées.

## Compétences
Les communautés de communes sont dotés de compétences spécifiques qui leur sont transférées par les communes membres dans le but de mettre en œuvre un projet commun de développement et d’aménagement de l’espace.

### Compétences obligatoires
Les compétences obligatoires sont transférées de plein droit aux communautés de communes, ce qui signifie qu'elles sont retirées automatiquement à chaque commune membre. Elles couvrent notamment :
- L’aménagement de l’espace, incluant la planification de l’urbanisme ;
- Le développement économique, par la gestion des zones d’activités, le soutien aux entreprises et au tourisme ;
- La gestion des milieux aquatiques et la prévention des inondations (GEMAPI) ;
- L’accueil des gens du voyage ;
- La collecte et le traitement des déchets ménagers ;
- L’eau potable et l’assainissement si l'ensemble des communes membres avaient transférées la compétence avant la date de la promulgation de la loi n° 2025-327 du 11 avril 2025.

### Compétences facultatives
Outre les compétences obligatoires, les communautés peuvent exercer des compétences dites facultatives, transférées par la volonté des communes membres. Elles se divisent en deux catégories :
- Celles prévues par la loi : environnement, politique du logement, politique de la ville, voirie[22]...
- Celles choisies librement

### Modalités de transfert
Le transfert de compétences peut être partiel. Il est possible de transférer certaines missions à la communauté (ex. : construction d’un équipement) tout en laissant d'autres aux communes (ex. : entretien de cet équipement). La sélection d’une compétence par la communauté est soumise à :
- La majorité qualifiée des communes membres ;
- L’exigence que la compétence réponde à l’intérêt communautaire, sauf pour le développement économique et les zones d’activités, qui relèvent automatiquement de la communauté[23]

### Rétrocession des compétences
Les compétences transférées ne le sont pas de manière irrévocable. Depuis la loi du 27 décembre 2019, les communes peuvent demander la rétrocession de certaines compétences, à condition que le conseil communautaire y consente. Toutefois, cette rétrocession est exclue pour les compétences obligatoires.

## Ressources fiscales
La Communauté de communes est un établissement public de coopération intercommunale à fiscalité propre.
Afin de financer l'exercice de ses compétences, la communauté de communes peut opter pour :
- la fiscalité professionnelle unique (CET) – qui a remplacé la taxe professionnelle unique – qui assure une péréquation fiscale des ressources dégagées par les entreprises sur les zones d'activité, au bénéfice des communes plus résidentielles ;
- une fiscalité additionnelle, l'EPCI prélevant, en plus des communes, une partie des impôts ménages : taxe d'habitation, taxe foncière sur le bâti, taxe foncière sur le non bâti et contribution économique territoriale. Ces quatre taxes sont ce que l'on appelle communément les impôts locaux ;
- une fiscalité mixte mêlant fiscalité professionnelle unique et fiscalité sur les ménages[25].